# Flamme d'Argent
Ne doit pas être confondu avec Flamme d'Argent (bande dessinée).
Flamme d'Argent (Silver Blaze en version originale, ce titre a été conservé dans certaines traductions), est l'une des cinquante-six nouvelles d'Arthur Conan Doyle mettant en scène le détective Sherlock Holmes. Elle est parue pour la première fois dans la revue britannique The Strand Magazine en décembre 1892, avant d'être regroupée en tête du recueil Les Mémoires de Sherlock Holmes (The Memoirs of Sherlock Holmes).

## Résumé
Dans le Dartmoor, une affaire intrigante attire l'attention de Sherlock Holmes : la mystérieuse disparition de Silver Blaze, un cheval de course d'exception, et le meurtre de son entraîneur, John Straker. Le célèbre détective s'y rend en train, accompagné du Dr. Watson. Holmes convaincu que le meurtrier et le cheval serait retrouvé rapidement à repoussé de deux jours sa venue. À King's Pyland, lieu de la disparition, les soupçons se portent sur Fitzroy Simpson, un bookmaker venu la veille aux nouvelles de Silver Blaze et de son compagnon d'écurie, Bayard. Après avoir approché une domestique et un palefrenier, l'homme a été arrêté pour le meurtre. Pourtant, cette version des faits laisse Holmes perplexe : pourquoi aurait-il emmené le cheval sur la lande pour le blesser ou le tuer, alors qu'il aurait pu le faire dans son box ? Quel intérêt aurait-il eu à voler un pur-sang aussi célèbre alors qu'il est un bookmaker ? Et pourquoi les recherches minutieuses n'ont-elles pas permis de retrouver Silver Blaze ?
Holmes repère rapidement les traces de Silver Blaze et d'un homme dans le sol, bien qu'intermittentes. Il comprend également pourquoi la police n'a pas trouvé le cheval, alors même qu'elle l'avait eu sous les yeux. Il suit les traces jusqu'à l'élevage de Silas Brown qui comptait le cacher pour l'empêcher de courir. Après s'être assuré de la sécurité de l'animal et qu'il est bien traité, il se concentre sur les autres aspects de l'affaire.
Les indices s'accumulent autour de la mort de Straker. Le corps de l'entraîneur porte une blessure mortelle au crâne, attribuée à la canne de Simpson. Dans la main du défunt, on trouve la cravate du bookmaker, tandis que son propre manteau gît sur un buisson d'ajoncs. Plus déroutant encore, un délicat couteau de chirurgie oculaire, identifié par Watson comme totalement inapproprié en tant qu'arme, est découvert sur place. Fait troublant, Straker présente une entaille à la cuisse manifestement causée par cet instrument.
Cette nuit-là, le jeune palefrenier Ned Hunter, censé monter la garde, avait sombré dans un profond sommeil après avoir ingéré de l'opium mêlé à son repas. Curieusement, le curry d'agneau servi chez les Straker n'a affecté que lui. Les effets de la drogue l'ont maintenu endormi jusqu'au lendemain. La fouille des effets de Straker révèle une bougie et, plus surprenant, une facture de modiste au nom d'un certain William Derbyshire, mentionnant notamment une robe d'une valeur de 22 guinées (une somme très importante). L'enquête se complique encore avec le mystérieux silence du chien de garde et l'inexplicable boiterie de trois moutons des écuries.
Les déductions de Holmes font progressivement la lumière sur cette ténébreuse affaire. Une visite chez la modiste londonienne, photographie en main, confirme que Straker se faisait passer pour Derbyshire. Le mobile se dessine : l'entraîneur, entretenant une maîtresse aux goûts dispendieux, projetait de truquer la course pour empocher une coquette somme. Le curry épicé prend alors tout son sens : lui seul pouvait masquer la saveur de l'opium, et Simpson n'aurait pu orchestrer la préparation d'un tel plat. L'idée venait forcément de l'intérieur, de Straker lui-même.
Le silence du chien trouve une explication limpide : il connaissait bien le visiteur nocturne. C'était Straker qui avait emmené Silver Blaze sur la lande, dans l'intention de lui infliger une légère blessure avec le couteau chirurgical. Une telle entaille, indécelable à l'examen, aurait fait boiter le cheval, simulant une banale foulure. La cravate perdue par Simpson devait servir d'attelle pendant l'opération. Mais le cheval, pressentant le danger, s'est cabré et a tué son entraîneur d'un coup de sabot. Quant aux moutons boiteux, ils avaient servi de cobayes à Straker pour peaufiner sa technique.
Le Colonel Ross, propriétaire du champion, ne s'inquiète que du sort de sa monture. Holmes, qui connaît sa cachette depuis le début, attend que Silver Blaze remporte la Wessex Cup pour révéler la vérité. Le Colonel peine d'abord à reconnaître son cheval, dont les marques blanches distinctives ont été habilement camouflées. Holmes expose alors méthodiquement les rouages de l'affaire au Colonel, à Watson et à l'inspecteur Gregory.
Ce dernier s'avère être l'un des policiers les plus rigoureux qu'Holmes ait côtoyés. Son enquête préliminaire, menée avec minutie, a fourni au détective tous les éléments nécessaires à la résolution de l'énigme. Holmes salue en Gregory "un officier remarquable", qui ne pèche que par un seul aspect : son manque d'imagination, cette faculté essentielle qui permet d'envisager l'impossible et de suivre son intuition.

## Rédaction et publication
Pour le titre en version originale, Silver Blaze, Arthur Conan Doyle s'est inspiré des noms de deux véritables chevaux de course, Silvio et St Blaise, ayant respectivement remporté le Derby en 1887 et 1883.
C'est la seule nouvelle dans laquelle Holmes est coiffé de sa célèbre casquette, décrite comme « ear-flapped travelling cap », casquette à oreilles rabattues, communément appelée « deerstalker ».

## Adaptations filmées
La nouvelle est adaptée pour la première fois au cinéma en 1923 dans la série de courts-métrages muets adaptés des enquêtes de Sherlock Holmes avec Eille Norwood dans le rôle du détective.
En 1937, la nouvelle est adaptée en long métrage dans le film britannique Silver Blaze avec Arthur Wontner dans le rôle du détective. Le film sort en 1941 aux États-Unis sous le titre Murder at the Baskervilles, bien qu'il ne s'agisse en aucun cas d'une adaptation du roman Le Chien des Baskerville.
Le récit est ensuite adapté en 1977 à la télévision britannique, toujours sous le titre Silver Blaze, pour un épisode d'une demi-heure de la série iTV Sunday Night Drama. Christopher Plummer y incarne Sherlock Holmes.
Silver Blaze est de nouveau adapté à la télévision en 1988 en tant qu'épisode de la série Le Retour de Sherlock Holmes, série dans laquelle Holmes est incarné par Jeremy Brett.